# كروز مارتينيز
كروز مارتينيز (بالإنجليزية: Cruz Martínez)‏ هو موسيقي ومنتج أسطوانات وكاتب أغاني أمريكي، ولد في 21 يونيو 1969 في شيكاغو في الولايات المتحدة.

## وصلات خارجية
- الموقع الرسمي
- كروز مارتينيز على موقع IMDb (الإنجليزية)
- كروز مارتينيز على موقع ميوزك برينز (الإنجليزية)
- كروز مارتينيز على موقع ديسكوغز (الإنجليزية)